# Promachus barbatus
Promachus barbatus là một loài ruồi trong họ Asilidae. Promachus barbatus được Doleschall miêu tả năm 1857. Loài này phân bố ở miền Ấn Độ - Mã Lai.